# 플로 쿤
플로 쿤은 스타워즈 등장인물이다.

## 상세
문어같은 모습이지만 마음은 착한 제다이 마스터이다. 
다스 몰이 가장 싸우고 싶어했었던 제다이이기도 하다.
아나킨 스카이워커가 오기 전까진 제다이 최고의 파일럿이었다.

## 프리퀄 3부작

### 보이지 않는 위험
에피소드1에서 콰이곤 진이 정체불명의 시스 흑기사에게 공격 당했다고 할 때나 아나킨 스카이워커가 예언에 등장한 소년인지 시험할 때 원탁회에 앉아있는 모습을 볼 수 있다. 

### 클론의 습격
에피소드 2 지오니시스 전투의 생존자들중 한명이기도 하다. 그때 역시 원탁회에 앉아있다.

### 시스의 복수
에피소드 3에서 블라스터(blaster) 안에서 배신한 클론들에게 죽음을 당했다.

## 클론 전쟁 3D
아주 강력한 제다이로 어릴 때부터 제다이 기사인 아소카 타노가 그를 아주 좋아하였다. 플로 쿤은 아소카 타노를 구하주었고, 그 일은 아소카 타노를 제다이로 이끌어주었다.